# アルセン・カノコフ
アルセン・バシロヴィチ・カノコフ（カバルド語:Къанокъуэ Арсен、Qanoque Arsen、ロシア語: Арсен Баширович Каноков、Arsen Bashirovich Kanokov、1957年2月22日 - ）は、ロシアの実業家、政治家。カバルダ・バルカル共和国首長（第2代）を経て、2013年より連邦院（連邦上院）議員。経済学博士。カバルディノ・バルカル自治共和国シトハラ村出身。

## 経歴
1981年モスクワのプレハーノフ名称国民経済大学（プレハーノフ記念ロシア経済アカデミー）貿易経済学部を卒業する。1981年から1983年まで兵役に就く。1983年モスクヴォレツカヤ生産合同に勤務。部長職まで務めた。 
2003年ロシア下院選挙でロシア自由民主党から立候補し、当選する。その後、ウラジーミル・プーチン大統領の政権与党統一ロシアに移る。下院では資産委員会に所属していた。2005年9月、健康上の理由で辞任したヴァレリー・ココフ大統領の後任として、プーチンに指名された。なお任期中の2012年1月1日より、大統領という役職名が首長に変更されている。
2022年12月、ロシアのウクライナ侵攻に関連して欧州連合 (EU) の制裁対象となった。

## 人物
夫人との間に三子を儲けている。